# Аура Дион
Мария Луиза Йонсен (более известная как Аура Дион, род. 21 января 1985, Копенгаген, Дания) — датская певица фарерского, испанского и французского происхождения.
В 2008 году она выпустила свой дебютный альбом «Columbine», который был продан в количестве 100 тыс. копий по всему миру. Альбом породил хит-сингл «I Will Love You Monday (365)», который занял первое место в Германии и стал платиновым.

## Ранняя жизнь
Аура Дион родилась в Копенгагене в семье фареро-французской матери и испанско-датского отца. Её родители хиппи. С 8 лет начала заниматься музыкой, и в этом же возрасте была написана её первая песня.
В 7 лет переехала на Борнхольм. Там она начала учиться, но потом Аура переехала в Австралию, где она искала вдохновение для своей музыки среди аборигенов. Об этом она спела в песне «Something From Nothing».

## Карьера

### Альбом «Columbine» и международный прорыв (2007—2010)
Дион дебютировала летом 2007 года с синглом «Something From Nothing», но успех приобрела треком «Song for Sophie». Оба трека из альбома «Columbine», который был выпущен в 2008 году. Сингл «I Will Love You Monday» стал хитом № 1 в Европе, где он был выпущен в расширенной версии под названием «I Will Love You Monday (365)».

### Альбом «Before the Dinosaurs» (2011—2015)
Аура выпустила свой второй международный студийный альбом «Before the Dinosaurs» 4 ноября 2011 года. Первый сингл «Geronimo» был спродюсирован Дэвидом Йостом и занял место № 1 в официальном чарте «German Media Control Charts».
В том же году Дион выиграла премию «European Border Breakers Award» в номинации «Международный прорыв».

## Дискография

### Альбомы
| Название              | Детали                                                        | Позиции в чартах | Позиции в чартах | Позиции в чартах | Позиции в чартах | Сертификации        | Продажи                      |
| Название              | Детали                                                        | AUT              | DEN              | GER              | SWI              | Сертификации        | Продажи                      |
| --------------------- | ------------------------------------------------------------- | ---------------- | ---------------- | ---------------- | ---------------- | ------------------- | ---------------------------- |
| Columbine             | - Выпущен: 28 января 2008 - Лейблы: Music for Dreams, Island  | 31               | 3                | 44               | 30               | - DEN: Золотой      | - Мир: 100,000 - DEN: 20,000 |
| Before the Dinosaurs  | - Выпущен: 4 ноября 2011 - Лейблы: Island, Universal          | 30               | 11               | 14               | 36               | - IFPI AUT: Золотой | - AUT: 10,000                |
| Can’t Steal the Music | - Выпущен: 19 мая 2017 - Лейблы: Island, Universal, Koolmusic | —                | 7                | 167              | 167              |                     |                              |
| Life of a Rainbow     | - Выпущен: 26 августа 2022 - Лейбл: Mermaid Records           | —                | —                | —                | —                |                     |                              |

### Мини-альбомы
| Название        | Детали                                                                 |
| --------------- | ---------------------------------------------------------------------- |
| Fearless Lovers | - Выпущен: 27 марта 2020 - Лейблы: Warner Music Group, Queen of Hearts |

### Синглы
- 2009 — «I Will Love You Monday (365)[англ.]»
- 2010 — «Song for Sophie (I Hope She Flies)[англ.]»
- 2010 — «Something from Nothing»
- 2011 — «Geronimo»
- 2012 — «Friends» (featuring Rock Mafia)
- 2012 — «In Love with the World[англ.]»
- 2016 — «Love Somebody»
- 2016 — «Indian Giver»
- 2017 — «Can’t Steal The Music»
- 2019 — «Shania Twain»
- 2019 — «Sunshine»
- 2020 — «Colorblind»
- 2021 — «Worn Out American Dream»
- 2022 — «Marry Me»
- 2024 — «Mirrorball Of Hope»
- 2024 — «Where Does Love Go»